# Bologne
Bologne ist eine französische Gemeinde mit 1836 Einwohnern (Stand 1. Januar 2022) im Département Haute-Marne in der Region Grand Est (vor 2016: Champagne-Ardenne). Sie gehört zum Arrondissement Chaumont und zum Kanton Bologne. Die Bewohner werden Bolognais und Bolognaises genannt.
Ortsteile von Bologne sind Marault im Südwesten und Roôcourt-la-Côte im Nordosten.
Die Gemeinde erhielt 2022 die Auszeichnung „Drei Blumen“, die vom Conseil national des villes et villages fleuris (CNVVF) im Rahmen des jährlichen Wettbewerbs der blumengeschmückten Städte und Dörfer verliehen wird.

## Geografie
Umgeben wird Bologne von den elf Nachbargemeinden:
| Lamancine Vraincourt        | Viéville                                    | Andelot-Blancheville |
| Meures Annéville-la-Prairie | Kompassrose, die auf Nachbargemeinden zeigt | Briaucourt           |
| Jonchery                    | Brethenay                                   | Riaucourt Darmannes  |

## Bevölkerungsentwicklung
| Jahr      | 1962 | 1968 | 1975 | 1982 | 1990 | 1999 | 2007 | 2018 |
| Einwohner | 1955 | 2151 | 2231 | 2131 | 2041 | 1943 | 1860 | 1874 |

## Sehenswürdigkeiten
- Kirche Sainte-Bologne, seit 1928 als Monument historique eingeschrieben
- Schloss Merault mit dem Torhaus als ältestes Gebäude aus dem 16. Jahrhundert, Erweiterungen im 18. Jahrhundert, seit 2007 als Monument historique eingeschrieben
- Kapelle Sainte-Bologne im Ortsteil Roôcourt-la-Côte
- Kirche Saint-Médard im Ortsteil Marault

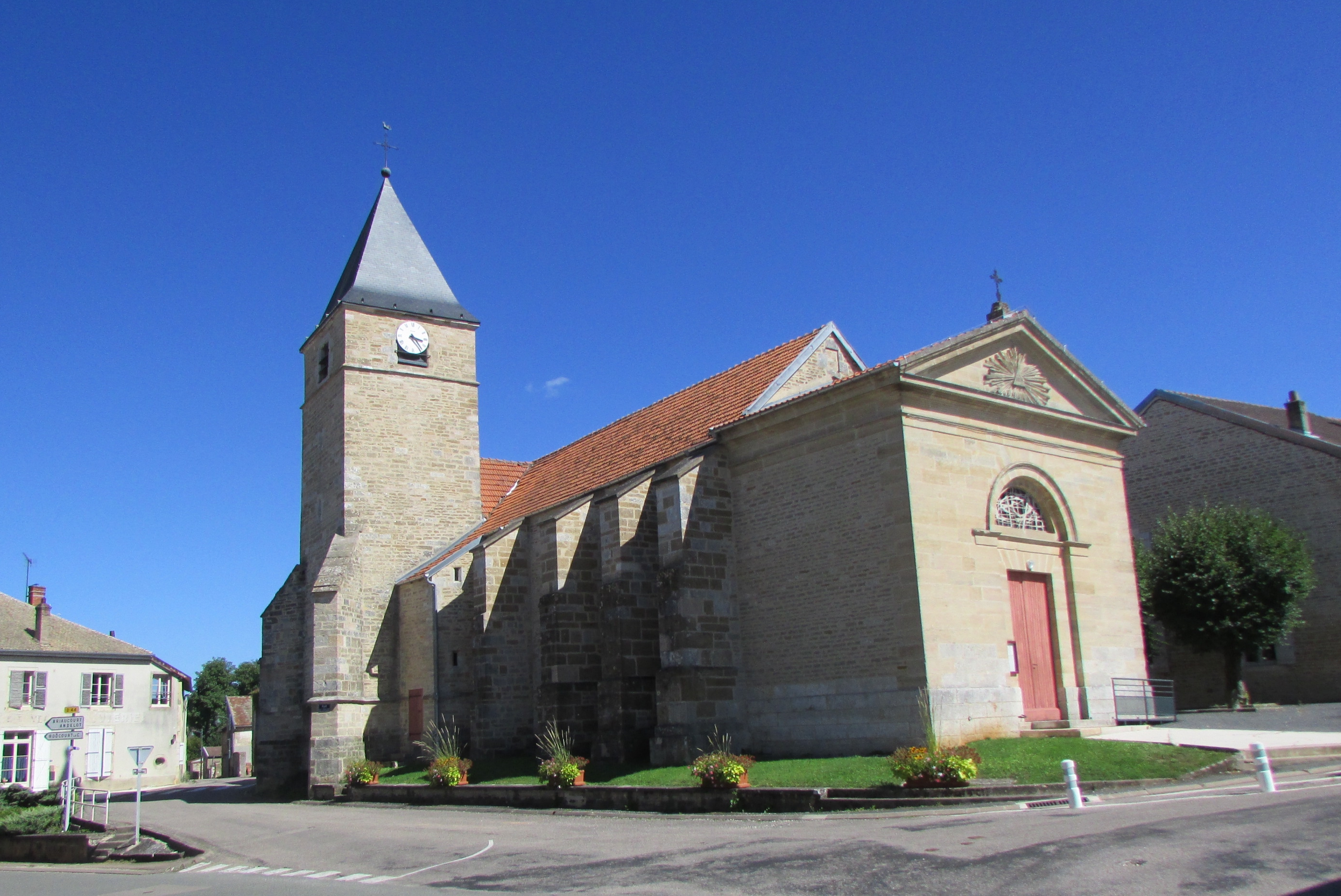
Kirche Sainte-Bologne
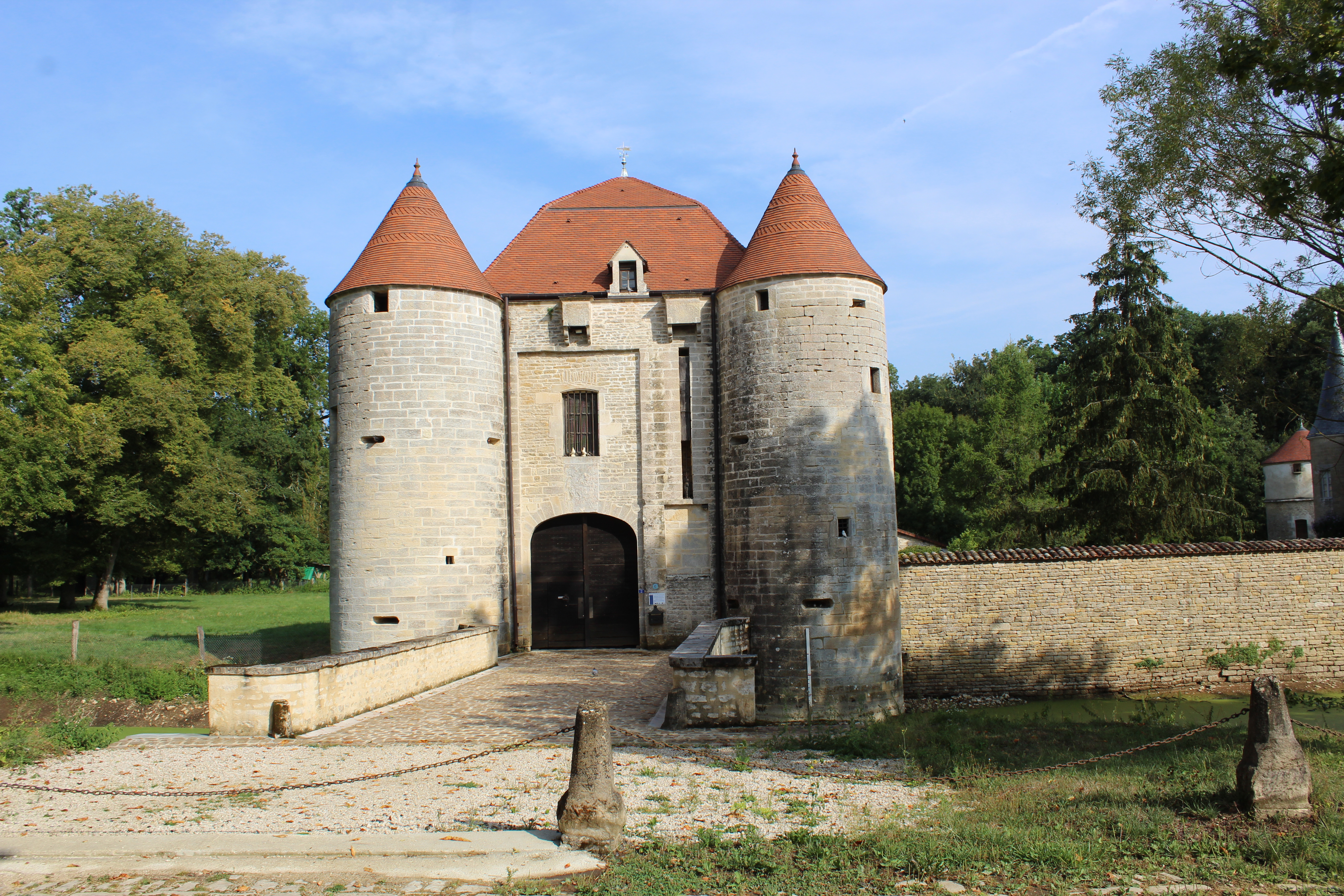
Schloss Merault
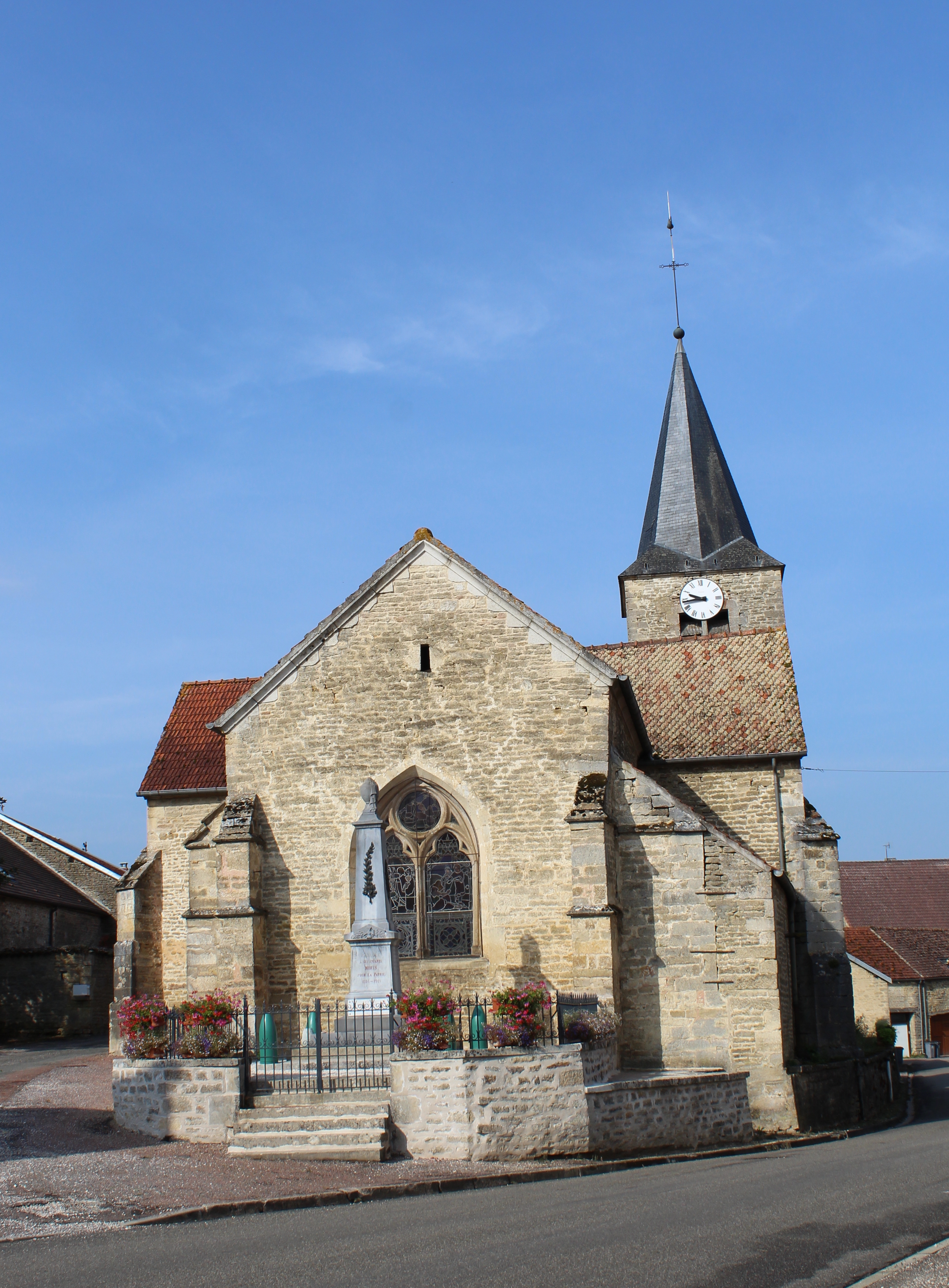
Kirche Saint-Médard